# Statut d'autonomie de la Catalogne de 1979
 (avril 2024).
Si vous disposez d'ouvrages ou d'articles de référence ou si vous connaissez des sites web de qualité traitant du thème abordé ici, merci de compléter l'article en donnant les références utiles à sa vérifiabilité et en les liant à la section « Notes et références ».
Pour les articles homonymes, voir Statut d'autonomie de la Catalogne.
Lire en ligne

Lire sur le site de la Généralité de Catalogne

Statut de 1932 Statut de 2006
Le statut d’autonomie de la Catalogne de 1979 (en catalan Estatut d'Autonomia de Catalunya de 1979 ; en castillan Estatuto de autonomía de Cataluña de 1979), connu sous le nom de « statut de Sau » est une loi organique qui a régi, dans le cadre de la constitution espagnole de 1978, l'organisation institutionnelle de la Catalogne, en Espagne, de 1979 à 2006. Il a accordé l'autonomie à la Catalogne et fixé les compétences du gouvernement régional.
Le statut de la Catalogne de 1979 est le premier statut d'autonomie à avoir été mis en place en Espagne à la suite de la restauration démocratique. Adopté par les Cortes espagnoles, il a été publié au Journal officiel de la Généralité de Catalogne le 31 décembre 1979.
Le 18 juin 2006, à la suite d'un référendum, mais également d'importantes polémiques, la Catalogne a adopté un nouveau statut d'autonomie, qui s'est substitué au statut de 1979.

## Contexte historique

### Les réclamations en faveur du statut
Les premières élections générales du 15 juin 1977, les premières démocratiques depuis 1936, sont un succès pour plusieurs partis régionalistes et nationalistes catalans. Ces forces politiques préconisaient le rétablissement de la Généralité de Catalogne et de l'autonomie, dissoutes en 1939 par une loi du général Francisco Franco.
Le 11 septembre 1977, jour de la fête nationale de la Catalogne, des centaines de milliers de Catalans manifestent dans les rues de la ville de Sant Boi de Llobregat. Les manifestants réclament la liberté, l'amnistie pour les prisonniers politique et le rétablissement du statut d'autonomie (Llibertat, Amnistia, Estatut d'Autonomia).
Le 29 septembre 1977, le gouvernement espagnol d'Adolfo Suárez accède à plusieurs revendications : il rétablit une Généralité provisoire et rappelle d'exil le président de la Généralité en exil, Josep Tarradellas. Il devient le président de la Généralité provisoire et constitue un gouvernement provisoire, chargé de préparer les élections au Parlement de Catalogne, prévues pour 20 mars 1980.

### La rédaction du statut
En juillet 1978, les parlementaires catalans, les députés des Cortes espagnoles et les sénateurs du Sénat approuvent la constitution d'une commission spéciale, chargée de rédiger un projet de statut. Ils prirent l'habitude de se réunir dans l'hôtel Parador de Vilanova de Sau.
Étant au nombre de vingt, ils furent désignés comme la « Commission des Vingt » (Comissió dels Vint), composée de Macià Alavedra (CDC), Miquel Roca (CDC), Laureano López Rodó (AP), Eduardo Martín Toval (PSC), Josep Andreu Abelló (PSC), Josep Maria Triginer (PSC), Josep Benet (indépendant proche du PSUC), Felip Solé (PSC), Jaume Sobrequés (indépendant proche du PSC), Josep Subirats (PSC), Josep Sendra Navarro (CDC), Jordi Solé Tura (PSUC), Josep Solé Barberà (PSUC), Dolors Calvet i Puig (PSUC), Josep Verde Aldea (PSC), Marcel·lí Moreta (UCD), Anton Cañellas (CC-UCD), Joaquim Arana (ERC), Manuel de Sárraga Gómez (UCD) et Carles Güell de Sentmenat (CC-UCD). Parmi ces hommes politiques, les députés Miquel Roca, Jordi Solé Tura et Eduard Martín Toval dirigèrent les débats et l'orientation du texte final.

### L'approbation du statut
Le texte du projet de statut fut approuvé le 29 décembre 1978 lors d'une session solennelle présidée par Josep Tarradellas et tenue au Parlement de Catalogne par tous les députés et sénateurs élus dans les circonscriptions électorales catalanes. Le résultat - 4 députés étant absents - fut de 58 votes pour et une abstention.
Après les élections générales du 1er mars 1979, le projet fut examiné par la Commission constitutionnelle, à laquelle assistait une délégation de l'Assemblée parlementaire de Catalogne. C'est cette Commission qui détermina le texte définitif du statut.
Le texte final fut soumis au vote des électeurs catalans par référendum, le 25 octobre 1979. La population catalane, avec une participation de 60,5 %, approuva le texte par 88,1 % de votes positifs, 7,8 % négatifs, 3,5 % de blancs et 0,5 % de nuls. Il fut ensuite ratifié par les Cortes espagnoles le 29 novembre 1979, puis le 12 décembre par le Sénat.
Le 18 décembre 1979, le roi Juan Carlos promulgua, par la loi organique 4/1979 de l'État espagnol, le statut de la Catalogne. Elle est publiée au Journal officiel de la Généralité de Catalogne, le 31 décembre 1979.

## Principales dispositions
Le statut de 1979 définit la Catalogne comme une « nationalité », capable d'accéder à l'autonomie et de se constituer en communauté autonome.

### La formation de la Généralité de Catalogne

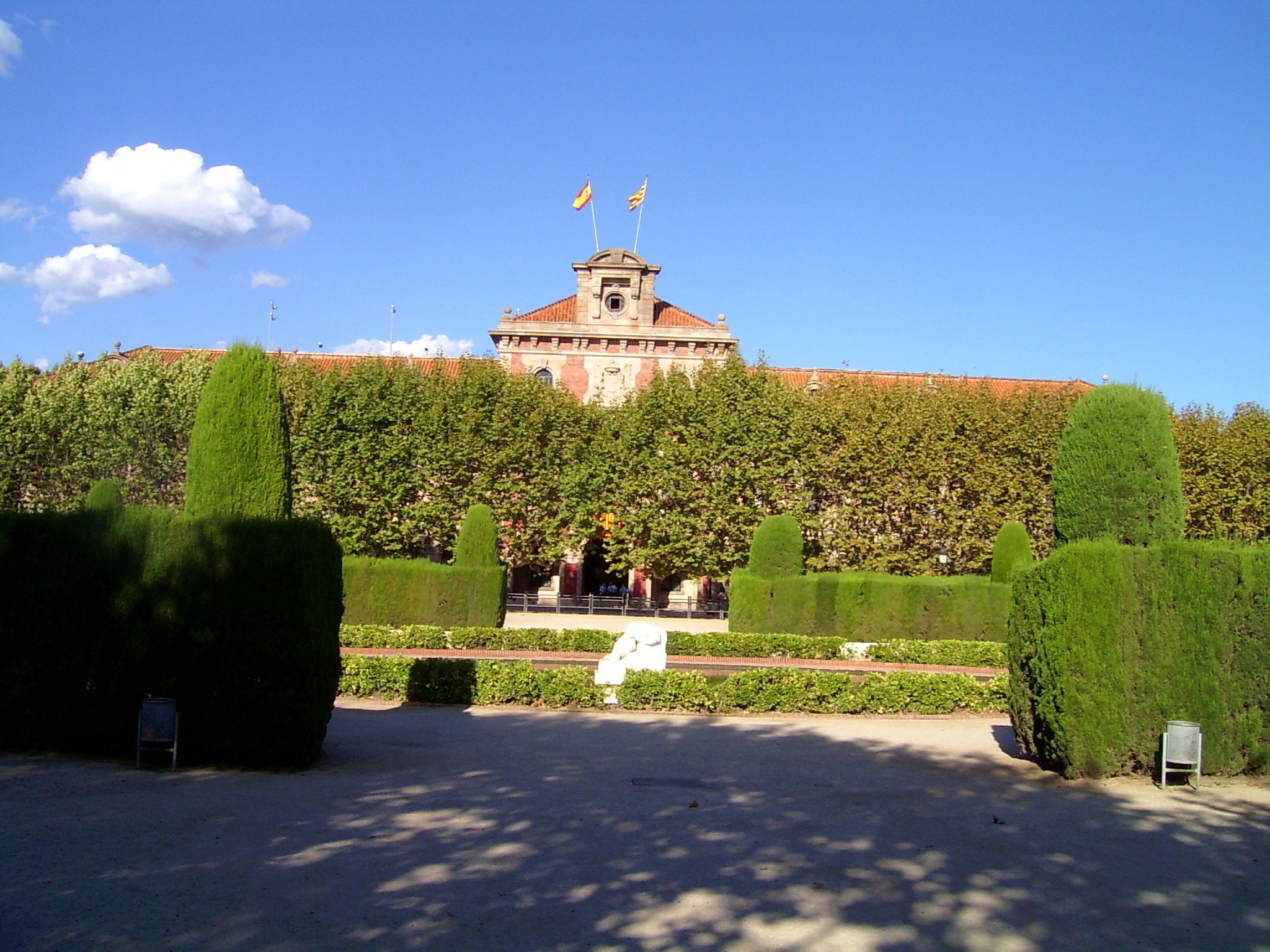
Siège du Parlement de Catalogne, dans le parc de la Ciutadella, à Barcelone.

Le statut place la Généralité de Catalogne comme l'institution chargée de gouverner la Catalogne. Elle est composée d'un Parlement (Parlament de Catalunya) et d'un Conseil exécutif (Consell Executiu), présidé par le Président de la Généralité.
Le Parlement est composé de députés qui représente la population catalane. Ils sont élus au suffrage universel direct, à la proportionnelle, pour un mandat de quatre ans. Le Parlement exerce le pouvoir législatif, il approuve les projets de loi, impulse et contrôle l'action du Conseil exécutif.
Le président de la Généralité est un député élu à cette fonction par le Parlement et nommé par le roi. Il est la plus haute représentation de la Catalogne. Il dirige et coordonne l'action du Conseil exécutif, qui tient le rôle de gouvernement de la Catalogne (Govern de Catalunya). Le Conseil exécutif assume les fonctions exécutives et dirige l'administration catalane.

### Le partage des compétences
Le statut délimite les compétences exclusives et celles qui sont partagées entre l'État espagnol et la Généralité. L'État espagnol est chargé de l'application des lois espagnoles et assume les compétences qui n'ont pas été transférées à la Généralité. Celle-ci peut cependant, par l'intermédiaire du Conseil consultatif de la Généralité (Consell Consultiu de la Generalitat), faire des propositions. En cas de conflit entre l'État et la Généralité, elle peut également proposer des recours au Tribunal constitutionnel.
De plus, la Généralité peut établir des relations et passer des accords de coopération avec les autres communautés autonomes espagnoles.

### Les questions linguistiques et culturelles
Le statut affirme que le catalan est la « langue propre » de la Catalogne et qu'elle est, avec l'espagnol, la langue officielle de la Catalogne. La Généralité est chargée de garantir l'utilisation normale et officielle des deux langues. Elle peut prendre les mesures nécessaires afin d'assurer leur diffusion et créer les conditions de l'égalité de traitement des deux langues pour tous les citoyens de Catalogne.
L'aranais est également reconnu comme devant bénéficier d'une protection spéciale et d'un enseignement privilégié dans le val d'Aran. Il n'est cependant pas reconnu comme langue officielle de la Catalogne, au même titre que le catalan et l'espagnol.
Enfin, la Généralité peut soutenir le développement d'une presse, d'une radio et d'une chaîne de télévision propres.

### Les questions administratives
La Généralité est chargée de l'organisation territoriale en communes et comarques. Elle peut favoriser la création de structure super-comarcales. Elle est seulement chargée de conserver et respecter l'échelon provincial comme division territoriale efficient pour l'action de l'État.
La Généralité peut organiser ses propres forces de sécurité et une police régionale. Elle est placée sous la surveillance d'un Conseil de sécurité (Junta de seguretat), formé à parité de représentants du Conseil exécutif catalan et du gouvernement espagnol. De plus, le statut établit que le droit catalan est applicable sur tout le territoire de la Catalogne, et qu'il obtient la préférence à tout autre. L'organe supérieur juridictionnel devient le Tribunal supérieur de la justice de Catalogne (Tribunal Superior de Justícia de Catalunya).

## Réforme du statut de 1979
En 2004, la réforme du statut fut d'abord conçue comme une simple rénovation de certains aspects du texte de 1979. Il s'agissait principalement d'étendre les domaines de compétence de la Généralité et d'inclure des textes législatifs antérieurs. Ce changement fut impulsé par le gouvernement catalan, soutenu par le Parti des socialistes de Catalogne (PSC-PSOE), Iniciativa per Catalunya-Verds (IC-V) et Esquerra Republicana de Catalunya (ERC), partis vainqueurs des élections catalanes du 16 novembre 2003.
Les élus catalans bénéficiaient du soutien du candidat socialiste à la présidence du gouvernement espagnol, José Luis Zapatero. Par le pacte du Tinell, en décembre 2003, les trois forces politiques catalanes se mirent d'accord pour former un gouvernement d'union, afin de procéder à la réforme du statut. Un an plus tard, en novembre 2004, le président de la Généralité, Pasqual Maragall et les partis représentés au Parlement de Catalogne, réunis à Miravet, se mirent d'accord sur des bases communes de discussion.
Finalement, les changements profonds apportés au texte décidèrent les élus catalans à opter pour un changement de statut, qui devait donc être soumis au vote des électeurs catalans et à l'approbation du Parlement espagnol. La promulgation de la loi organique du 19 juillet 2006 marqua la fin du statut de 1979, remplacé par le nouveau statut de 2006.